# Leichtathletik-Südamerikameisterschaften 1983
Die XXXII. Leichtathletik-Südamerikameisterschaften fanden vom 29. September bis zum 2. Oktober 1983 in Santa Fe, Argentinien statt. Erfolgreichster Teilnehmer war der brasilianische Sprinter Paulo Correia mit drei Goldmedaillen und einer Silbermedaille. Bei den Frauen gewann die Brasilianerin Elba Barbosa drei Goldmedaillen.

## Männerwettbewerbe
Die Mannschaftswertung gewann bei den Männern die brasilianische Mannschaft mit 259 Punkten vor den Chilenen mit 159 Punkten und dem Team Argentiniens mit 143 Punkten sowie den Kolumbianern mit 55 54 Punkten. Hinter Uruguay mit 22 Punkten erreichten die Peruaner 15 Punkte, Paraguay 8 Punkte, Bolivien und Ecuador je 6 Punkte und Venezuela 3 Punkte.

### 100-Meter-Lauf Männer
| Platz | Athlet            | Land | Zeit   |
| ----- | ----------------- | ---- | ------ |
| 1     | Nelson dos Santos | BRA  | 10,3 s |
| 2     | Paulo Correia     | BRA  | 10,5 s |
| 3     | Giorgio Mautino   | PER  | 10,5 s |

Finale: 29. September

### 200-Meter-Lauf Männer
| Platz | Athlet            | Land | Zeit   |
| ----- | ----------------- | ---- | ------ |
| 1     | Paulo Correia     | BRA  | 21,3 s |
| 2     | Nelson dos Santos | BRA  | 21,5 s |
| 3     | José Beduino      | ARG  | 21,7 s |

Finale: 30. September

### 400-Meter-Lauf Männer
| Platz | Athlet          | Land | Zeit   |
| ----- | --------------- | ---- | ------ |
| 1     | Sérgio Menezes  | BRA  | 46,8 s |
| 2     | Evaldo da Silva | BRA  | 47,4 s |
| 3     | Wolfman Mena    | COL  | 47,5 s |

Finale: 30. September

### 800-Meter-Lauf Männer
| Platz | Athlet            | Land | Zeit       |
| ----- | ----------------- | ---- | ---------- |
| 1     | José Luíz Barbosa | BRA  | 1:49,1 min |
| 2     | Emilio Ulloa      | CHI  | 1:49,2 min |
| 3     | Raúl López        | ARG  | 1:50,5 min |

Finale: 30. September

### 1500-Meter-Lauf Männer
| Platz | Athlet           | Land | Zeit       |
| ----- | ---------------- | ---- | ---------- |
| 1     | Emilio Ulloa     | CHI  | 3:48,3 min |
| 2     | Omar Ortega      | ARG  | 3:48,9 min |
| 3     | Adauto Domingues | BRA  | 3:50,8 min |

Finale: 2. Oktober

### 5000-Meter-Lauf Männer
| Platz | Athlet         | Land | Zeit        |
| ----- | -------------- | ---- | ----------- |
| 1     | Omar Aguilar   | CHI  | 14:00,9 min |
| 2     | João de Ataide | BRA  | 14:01,2 min |
| 3     | Germán Peña    | COL  | 14:03,1 min |

Finale: 29. September

### 10.000-Meter-Lauf Männer
| Platz | Athlet         | Land | Zeit        |
| ----- | -------------- | ---- | ----------- |
| 1     | Omar Aguilar   | CHI  | 29:12,1 min |
| 2     | João de Ataide | BRA  | 29:13,4 min |
| 3     | Jairo Correa   | COL  | 29:22,7 min |

Finale: 30. September

### Marathon Männer
| Platz | Athlet       | Land | Zeit      |
| ----- | ------------ | ---- | --------- |
| 1     | Juan Plagman | CHI  | 2:15:50 h |
| 2     | Jairo Correa | COL  | 2:17:43 h |
| 3     | Rafael Parra | COL  | 2:19:42 h |

Finale: 2. Oktober

### 110-Meter-Hürdenlauf Männer
| Platz | Athlet                | Land | Zeit   |
| ----- | --------------------- | ---- | ------ |
| 1     | Pedro Chiamulera      | BRA  | 14,3 s |
| 2     | Wellington da Nobrega | BRA  | 14,5 s |
| 3     | Rodolfo Iturraspe     | CHI  | 14,9 s |

Finale: 2. Oktober

### 400-Meter-Hürdenlauf Männer
| Platz | Athlet               | Land | Zeit   |
| ----- | -------------------- | ---- | ------ |
| 1     | Pedro Chiamulera     | BRA  | 52,2 s |
| 2     | Rodrigo de la Fuente | CHI  | 52,7 s |
| 3     | Elías da Fonseca     | BRA  | 52,8 s |

Finale: 30. September

### 3000-Meter-Hindernislauf Männer
| Platz | Athlet            | Land | Zeit       |
| ----- | ----------------- | ---- | ---------- |
| 1     | Emilio Ulloa      | CHI  | 8:44,6 min |
| 2     | Wilson de Santana | BRA  | 8:47,7 min |
| 3     | Adauto Domingues  | BRA  | 8:50,8 min |

Finale: 1. Oktober

### 4-mal-100-Meter-Staffel Männer
| Platz | Athleten                                                     | Land | Zeit   |
| ----- | ------------------------------------------------------------ | ---- | ------ |
| 1     | Marcus Barros Nelson dos Santos Paulo Correia Sérgio Menezes | BRA  | 40,7 s |
| 2     | Muro Oscar Barrionuevo Hugo Alzamora José Beduino            | ARG  | 40,8 s |
| 3     | Luis Cabral Daniel Ipata Guzman Ruben da Cunha               | URU  | 41,4 s |

Finale: 2. Oktober

### 4-mal-400-Meter-Staffel Männer
| Platz | Athleten                                                       | Land | Zeit       |
| ----- | -------------------------------------------------------------- | ---- | ---------- |
| 1     | Paulo Correia Evaldo da Silva José Luíz Barbosa Sérgio Menezes | BRA  | 3:10,8 min |
| 2     | Carlos Contreras Rodrigo de la Fuente Luis Schneider Urquiza   | CHI  | 3:13,6 min |
| 3     | Eduardo Sandes Daniel Bambicha Hugo Alzamora Raúl López        | ARG  | 3:14,5 min |

Finale: 30. September

### 20-Kilometer-Gehen
| Platz | Athlet           | Land | Zeit      |
| ----- | ---------------- | ---- | --------- |
| 1     | Héctor Moreno    | COL  | 1:24:12 h |
| 2     | Francisco Vargas | COL  | 1:25:35 h |
| 3     | Osvaldo Morejon  | BOL  | 1:32:20 h |

Finale: 1. Oktober

### Hochsprung Männer
| Platz | Athlet               | Land | Höhe   |
| ----- | -------------------- | ---- | ------ |
| 1     | Jorge Achanjo        | BRA  | 2,14 m |
| 2     | Fernando Pastoriza   | ARG  | 2,14 m |
|       | Rodrigo de la Fuente | CHI  | 2,04 m |

Finale: 2. Oktober

### Stabhochsprung Männer
| Platz | Athlet            | Land | Höhe   |
| ----- | ----------------- | ---- | ------ |
| 1     | Fernando Hoces    | CHI  | 4,70 m |
| 2     | Renato Bortolozzi | BRA  | 4,60 m |
| 3     | Walter Franzantti | ARG  | 4,50 m |
|       | Oscar Veit        | ARG  | 4,50 m |

Finale: 1. Oktober

### Weitsprung Männer
| Platz | Athlet           | Land | Weite  |
| ----- | ---------------- | ---- | ------ |
| 1     | Osvaldo Frigerio | ARG  | 7,51 m |
| 2     | Luiz Favero      | BRA  | 7,41 m |
| 3     | Marcus Barros    | BRA  | 7,28 m |

Finale: 30. September

### Dreisprung Männer
| Platz | Athlet            | Land | Weite   |
| ----- | ----------------- | ---- | ------- |
| 1     | Francisco Pichott | CHI  | 15,64 m |
| 2     | José Quiñaliza    | ECU  | 15,52 m |
| 3     | Jailto Bonfim     | BRA  | 15,44 m |

Finale: 29. September

### Kugelstoßen Männer
| Platz | Athlet           | Land | Weite   |
| ----- | ---------------- | ---- | ------- |
| 1     | Gert Weil        | CHI  | 18,29 m |
| 2     | Juan Turri       | ARG  | 16,56 m |
| 3     | Adilson Oliveira | BRA  | 15,70 m |

Finale: 30. September

### Diskuswurf Männer
| Platz | Athlet         | Land | Weite   |
| ----- | -------------- | ---- | ------- |
| 1     | José Jacques   | BRA  | 51,86 m |
| 2     | Celso da Cunha | BRA  | 50,50 m |
| 3     | Andres Pérez   | CHI  | 49,24 m |

Finale: 1. Oktober

### Hammerwurf Männer
| Platz | Athlet         | Land | Weite   |
| ----- | -------------- | ---- | ------- |
| 1     | Ivam Bertelli  | BRA  | 61,16 m |
| 2     | Roberto Olcese | ARG  | 60,56 m |
| 3     | Pedro Attilio  | BRA  | 59,74 m |

Finale: 29. September

### Speerwurf Männer
| Platz | Athlet            | Land | Weite   |
| ----- | ----------------- | ---- | ------- |
| 1     | José de Souza     | BRA  | 74,54 m |
| 2     | Luis Martínez     | COL  | 71,48 m |
| 3     | Amilcar de Barros | BRA  | 71,24 m |

Finale: 2. Oktober

### Zehnkampf Männer
| Platz | Athlet           | Land | Punkte |
| ----- | ---------------- | ---- | ------ |
| 1     | Carlos Gambetta  | ARG  | 7252   |
| 2     | Ronaldo Alcaraz  | BRA  | 7096   |
| 3     | Antonio Balbuena | BRA  | 6959   |

29. und 30. September

## Frauenwettbewerbe
Die Mannschaftswertung bei den Frauen gewannen die Brasilianerinnen mit 178 Punkten vor den Chileninnen mit 86 Punkten sowie der Mannschaft Argentiniens mit 76 Punkten. Hinter den Kolumbianerinnen mit 50 Punkten erreichten Peru 36 Punkte, Bolivien 26 Punkte, Ecuador 24 Punkte und Uruguay 9 Punkte.

### 100-Meter-Lauf Frauen
| Platz | Athletin                  | Land | Zeit   |
| ----- | ------------------------- | ---- | ------ |
| 1     | Esmeralda de Jesus Garcia | BRA  | 11,6 s |
| 2     | Sheila de Oliveira        | BRA  | 11,8 s |
| 3     | Daisy Salas               | CHI  | 11,9 s |

Finale: 2. Oktober

### 200-Meter-Lauf Frauen
| Platz | Athletin           | Land | Zeit   |
| ----- | ------------------ | ---- | ------ |
| 1     | Jucilene Garces    | BRA  | 24,5 s |
| 2     | Sheila de Oliveira | BRA  | 24,9 s |
| 3     | Margarita Grün     | URU  | 24,9 s |

Finale: 30. September

### 400-Meter-Lauf Frauen
| Platz | Athletin          | Land | Zeit   |
| ----- | ----------------- | ---- | ------ |
| 1     | Elba Barbosa      | BRA  | 54,0 s |
| 2     | Jucilene Garces   | BRA  | 54,0 s |
| 3     | Norfalia Carabalí | COL  | 54,8 s |

Finale: 2. Oktober

### 800-Meter-Lauf Frauen
| Platz | Athletin          | Land | Zeit       |
| ----- | ----------------- | ---- | ---------- |
| 1     | Alejandra Ramos   | CHI  | 2:04,6 min |
| 2     | Soraya Telles     | BRA  | 2:06,2 min |
| 3     | Norfalia Carabalí | COL  | 2:07,2 min |

Finale: 30. September

### 1500-Meter-Lauf Frauen
| Platz | Athletin         | Land | Zeit       |
| ----- | ---------------- | ---- | ---------- |
| 1     | Alejandra Ramos  | CHI  | 4:25,3 min |
| 2     | Mónica Regonesi  | CHI  | 4:27,2 min |
| 3     | Adriana Marchena | VEN  | 4:27,5 min |

Finale: 1. Oktober

### 3000-Meter-Lauf Frauen
| Platz | Athletin        | Land | Zeit        |
| ----- | --------------- | ---- | ----------- |
| 1     | Mónica Regonesi | CHI  | 9:57,2 min  |
| 2     | Maria Biondi    | ARG  | 10:02,2 min |
| 3     | Ruth Jaime      | PER  | 10:06,3 min |

Finale: 2. Oktober

### 100-Meter-Hürdenlauf Frauen
| Platz | Athletin           | Land | Zeit   |
| ----- | ------------------ | ---- | ------ |
| 1     | Beatriz Capotosto  | ARG  | 13,2 s |
| 2     | Juraciara da Silva | BRA  | 13,7 s |
| 3     | Orlane dos Santos  | BRA  | 14,4 s |

Finale: 2. Oktober

### 400-Meter-Hürdenlauf Frauen
| Platz | Athletin           | Land | Zeit   |
| ----- | ------------------ | ---- | ------ |
| 1     | Conceição Geremias | BRA  | 59,5 s |
| 2     | Margit Weise       | BRA  | 60,5 s |
| 3     | Annabella del Lago | ARG  | 62,6 s |

Finale: 30. September

### 4-mal-100-Meter-Staffel Frauen
| Platz | Athletinnen                                                                  | Land | Zeit   |
| ----- | ---------------------------------------------------------------------------- | ---- | ------ |
| 1     | Elba Barbosa Juraciara da Silva Esmeralda de Jesus Garcia Sheila de Oliveira | BRA  | 45,4 s |
| 2     | Graciela Acosta Andrea Sassi Claudia Acerenca Margarita Grün                 | URU  | 47,7 s |
| 3     |                                                                              |      |        |

Finale: 2. Oktober
Die Staffeln von Argentinien und Chile wurden disqualifiziert, damit waren nur zwei Staffeln in der Wertung.

### 4-mal-400-Meter-Staffel Frauen
| Platz | Athletinnen                                                     | Land | Zeit       |
| ----- | --------------------------------------------------------------- | ---- | ---------- |
| 1     | Margit Weise Maria do Carmo Fialho Jucilene Garces Elba Barbosa | BRA  | 3:40,0 min |
| 2     | Graciela Mardones Paola Raab Alejandra Ramos Cecilia Rodríguez  | CHI  | 3:45,3 min |
| 3     | Amalia Linietzki Marcela López Espinoza Croatto Fuchs           | ARG  | 3:48,7 min |

Finale: 30. September

### Hochsprung Frauen
| Platz | Athletin           | Land | Höhe   |
| ----- | ------------------ | ---- | ------ |
| 1     | Orlane dos Santos  | BRA  | 1,80 m |
| 2     | Conceição Geremias | BRA  | 1,77 m |
| 3     | Liliana Arigoni    | ARG  | 1,71 m |
|       | Carmen Garib       | CHI  | 1,71 m |

Finale: 29. September

### Weitsprung Frauen
| Platz | Athletin                  | Land | Weite  |
| ----- | ------------------------- | ---- | ------ |
| 1     | Esmeralda de Jesus Garcia | BRA  | 6,12 m |
| 2     | Adriana Ruffin            | CHI  | 5,84 m |
| 3     | Orlane dos Santos         | BRA  | 5,79 m |

Finale: 1. Oktober

### Kugelstoßen Frauen
| Platz | Athletin             | Land | Weite   |
| ----- | -------------------- | ---- | ------- |
| 1     | Maria Fernandes      | BRA  | 15,01 m |
| 2     | Marinalva dos Santos | BRA  | 14,87 m |
| 3     | Jazmin Cirio         | CHI  | 14,04 m |

Finale: 2. Oktober

### Diskuswurf Frauen
| Platz | Athletin             | Land | Weite   |
| ----- | -------------------- | ---- | ------- |
| 1     | Odete Domingos       | BRA  | 49,30 m |
| 2     | María Isabel Urrutia | COL  | 45,00 m |
| 3     | Maria Fernandes      | BRA  | 44,72 m |

Finale: 30. September

### Speerwurf Frauen
| Platz | Athletin      | Land | Weite   |
| ----- | ------------- | ---- | ------- |
| 1     | Marieta Riera | VEN  | 51,04 m |
| 2     | Carolina Weil | CHI  | 50,68 m |
| 3     | Mariela Riera | VEN  | 49,18 m |

Finale: 29. September

### Siebenkampf Frauen
| Platz | Athletin           | Land | Punkte |
| ----- | ------------------ | ---- | ------ |
| 1     | Conceição Geremias | BRA  | 5865   |
| 2     | Olga Verissimo     | BRA  | 5371   |
| 3     | Yvonne Neddermann  | ARG  | 5273   |

1. und 2. Oktober

## Medaillenspiegel
| Medaillenspiegel Endstand nach 39 Entscheidungen | Medaillenspiegel Endstand nach 39 Entscheidungen | Medaillenspiegel Endstand nach 39 Entscheidungen | Medaillenspiegel Endstand nach 39 Entscheidungen | Medaillenspiegel Endstand nach 39 Entscheidungen | Medaillenspiegel Endstand nach 39 Entscheidungen |
| Platz                                            | Land                                             | Gold                                             | Silber                                           | Bronze                                           | Gesamt                                           |
| ------------------------------------------------ | ------------------------------------------------ | ------------------------------------------------ | ------------------------------------------------ | ------------------------------------------------ | ------------------------------------------------ |
| 1                                                | Brasilien                                        | 23                                               | 20                                               | 12                                               | 55                                               |
| 2                                                | Chile                                            | 11                                               | 7                                                | 5                                                | 23                                               |
| 3                                                | Argentinien                                      | 3                                                | 6                                                | 10                                               | 19                                               |
| 4                                                | Kolumbien                                        | 1                                                | 4                                                | 6                                                | 11                                               |
| 5                                                | Venezuela                                        | 1                                                | –                                                | 2                                                | 3                                                |
| 6                                                | Uruguay                                          | –                                                | 1                                                | 2                                                | 3                                                |
| 7                                                | Ecuador                                          | –                                                | 1                                                | –                                                | 1                                                |
| 8                                                | Peru                                             | –                                                | –                                                | 2                                                | 2                                                |
| 9                                                | Bolivien                                         | –                                                | –                                                | 1                                                | 1                                                |